# Leonhard Kern

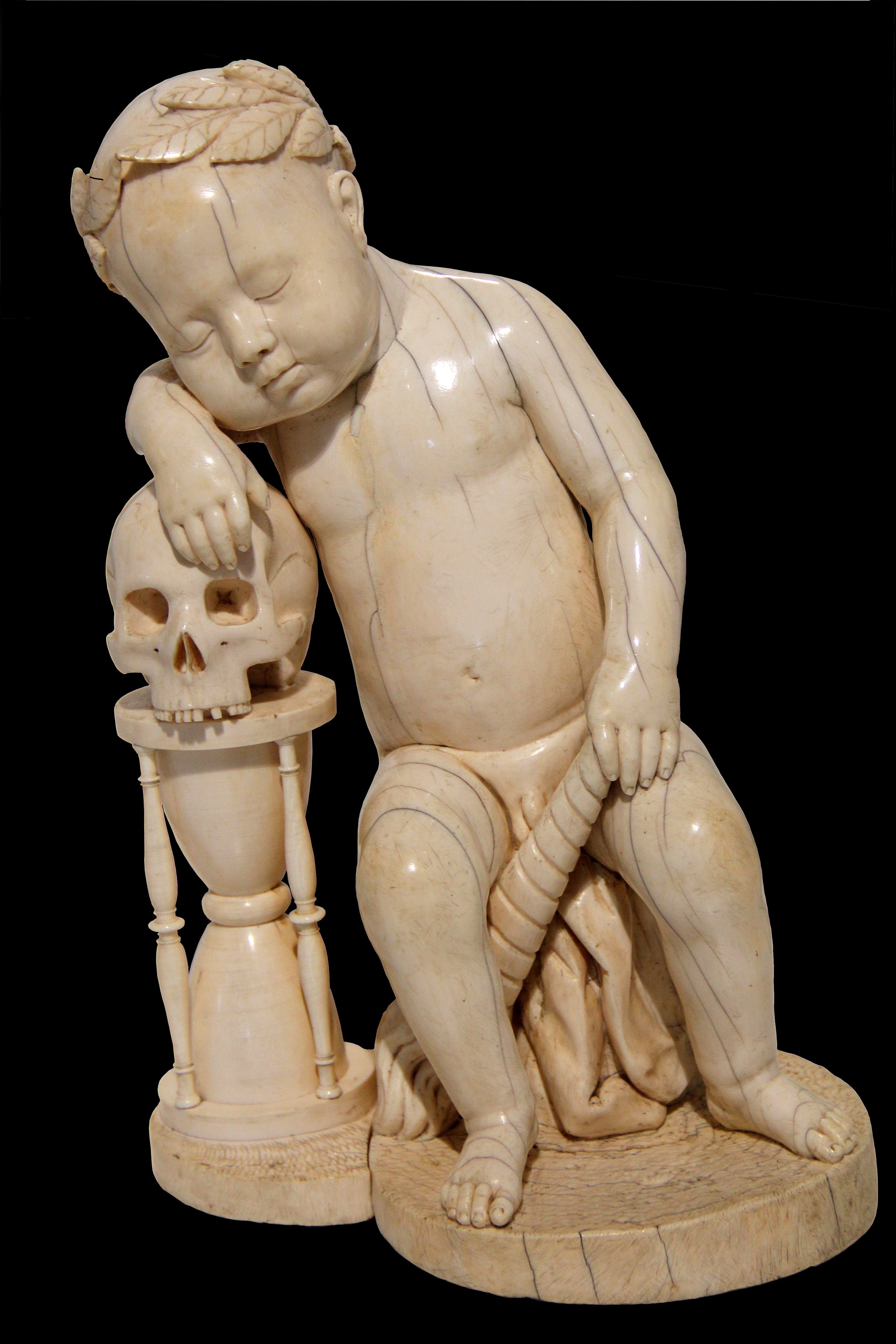
Enfant endormi, statuette en ivoire réalisée par l’entourage de Leonhard Kern vers 1650-1700 - Musée du Louvre.

Leonhard Kern (né le 22 novembre 1588 à Forchtenberg - mort le 4 avril 1662 à Schwäbisch Hall) est un sculpteur allemand.

## Biographie
Leonhard Kern naît le 22 novembre 1588 dans la ville de Forchtenberg, dans le Hohenlohe. Il est le fils de Michael Kern l'aîné, tailleur de pierres et maître d'ouvrage. Il fréquente le Gymnasium d'Öhringen et, de 1603 à 1609 en compagnie de son frère aîné Michael Kern le Jeune, fait son apprentissage de sculpteur à Wurtzbourg. Après quoi il fait un voyage d'étude en Italie jusqu'en 1613-14, avec un crochet en Afrique du Nord. Il resta deux ans à Rome, où il se consacre de façon intensive à la sculpture italienne du XVIe siècle.
En 1613, il passe par Ljubljana et Gornji Grad, en Slovénie, où il fit le maître-autel de la collégiale qui est son premier travail daté. Il revient par la suite au pays. En 1614, il épouse Amalia Zöllner, fille d'un greffier, à Forchtenberg. Ils ont au moins 14 enfants, dont la plupart meurent en bas âge.
Il travaille d'abord dans l'atelier de son frère Michael, puis se rend à Heidelberg à la cour de l'électeur palatin Frédéric V, pour lequel, en 1617, il fait un groupe monumental à Nuremberg pour la mairie du lieu. L'implication du Palatinat dans la guerre de Trente Ans le force à quitter Heidelberg en 1620 et à s'installer dans la ville impériale de Schwäbisch Hall. Il y fonde son propre atelier, où il se spécialise dans la production de petites figurines comme pièces de cabinet avec une thématique très vaste.
En 1648, il est nommé sculpteur de la cour de Brandebourg. Beaucoup de ses travaux parmi les meilleurs deviennent la propriété de collectionneurs d'art considérables - souvent des nobles et des princes - partout en Europe pour leurs cabinets d'art et de curiosité. Il accumule une fortune considérable, qui lui permet d'acquérir le petit château de Tullau.
Il meurt le 4 avril 1662 dans sa maison de ville de Schwäbisch Hall.

## Œuvres
Le matériel de travail qu'il utilise le plus souvent est l'ivoire. À côté des scènes religieuses, mythologiques et de genre se reflètent également dans ses travaux les horreurs de la guerre de Trente Ans, auxquelles il put assister à Schwäbisch Hall.
Son travail de base se caractérise par le haut niveau de sa maîtrise technique et sa compétence dans l'art et la création. Sur le plan du style, il représente la tendance réaliste et classique dans la sculpture baroque allemande. On[Qui ?] le considère comme l'un des sculpteurs d'Allemagne les plus importants du XVIIe siècle.